# 河口満氏
河口 満氏（かわぐち みつうじ）は、南北朝時代から室町時代の武将、守護大名。
父は山名氏清。母は藤原保脩の娘。兄に宮田時清、弟に氏利、鹿野教孝、氏明など多数。
子として池田本「山名系図」は江津和泉守清家（清舎とも）、浅羽本「山名系図」には民部少輔教泰の名を挙げる（浅羽本「山名系図」は和泉守清舎は満氏の弟で後に石見守護となった山名氏利の子としている）。また両系図とも満氏の官途名を三河守としている。